# Ougarta
Ougarta é um oásis e uma vila localizada na comuna de Béni Abbès, na província de Béchar, Argélia. Se situa a 50 quilômetros (31 milhas) a sudoeste da cidade de Béni Abbès e cerca de 250 quilômetros (160 milhas) ao sul de Béchar, a capital da província. Ougarta tem uma população de cerca de 250 habitantes.